# Tambour de crioula

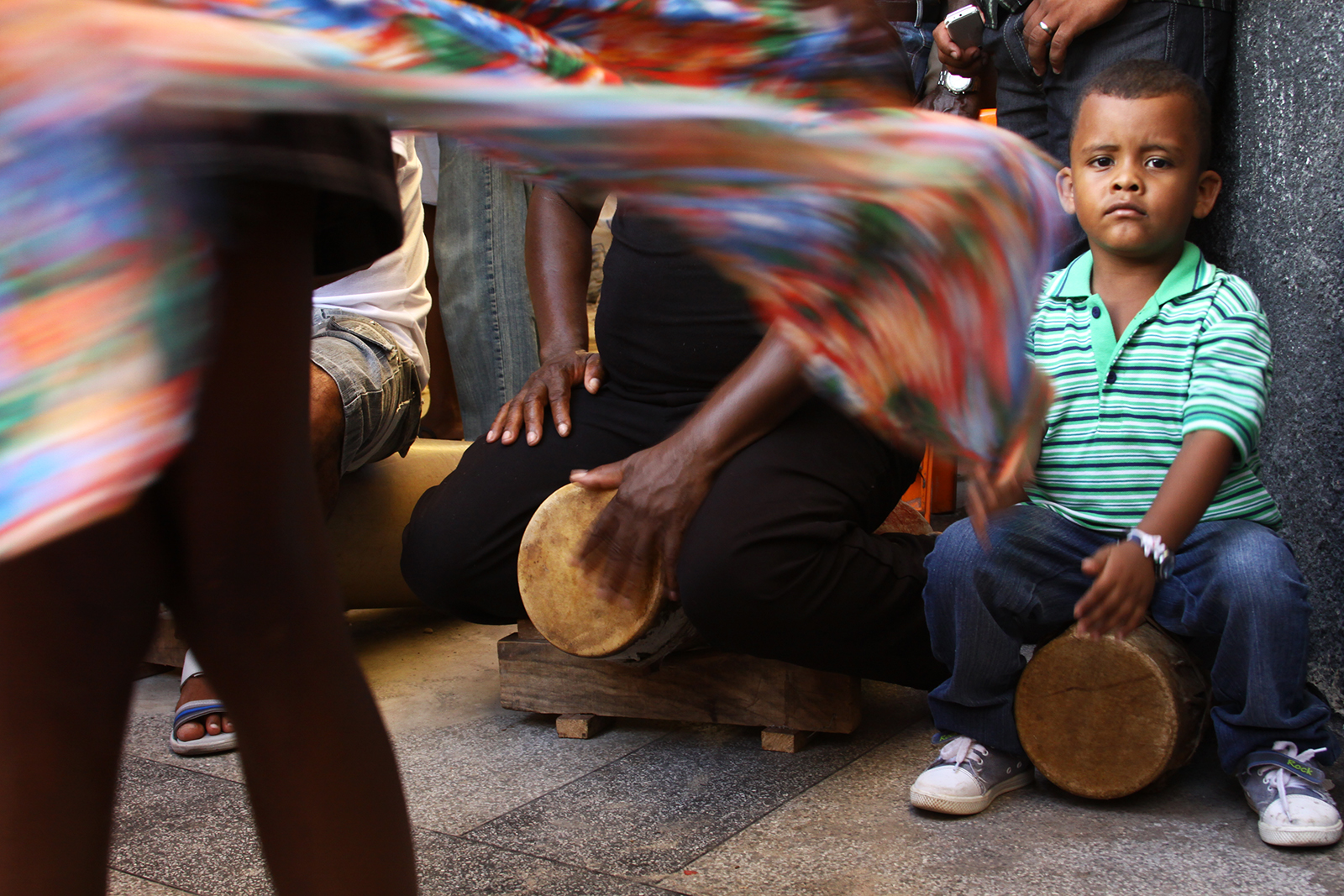
Enfant jouant le tambour pererengue.

Le tambour de crioula ou de punga est une danse d'origine africaine pratiquée par des descendants d'esclaves africains dans l'État brésilien de Maranhão, à la gloire de Benoît le Maure, l'un des saints les plus populaires parmi la population noire de la région. C'est une danse joyeuse, marquée par beaucoup de mouvement et très décontractée.

## Histoire
Les raisons qui poussent les groupes à danser le tambour de crioula sont variées : paiements de promesse à Benoît le Maure, fêtes d'anniversaire, arrivées ou départs d'un parent ou d'un ami, célébration de la victoire d'une équipe de football, naissance d'un enfant, meurtre de bumba-meu-boi, fête d'anniversaire des personnes noires très âgées ou simple rassemblement d'amis. 
Actuellement, le tambour de crioula est dansé à tout moment de l'année, mais le plus souvent au carnaval et lors des festivités de juin. La loi no 13.248 du 12 janvier 2016 a fixé la date du 18 juin comme le jour du tambour crioula.
En 2007, le tambour de crioula a été reconnu comme patrimoine culturel immatériel brésilien,,.

## Chorégraphie

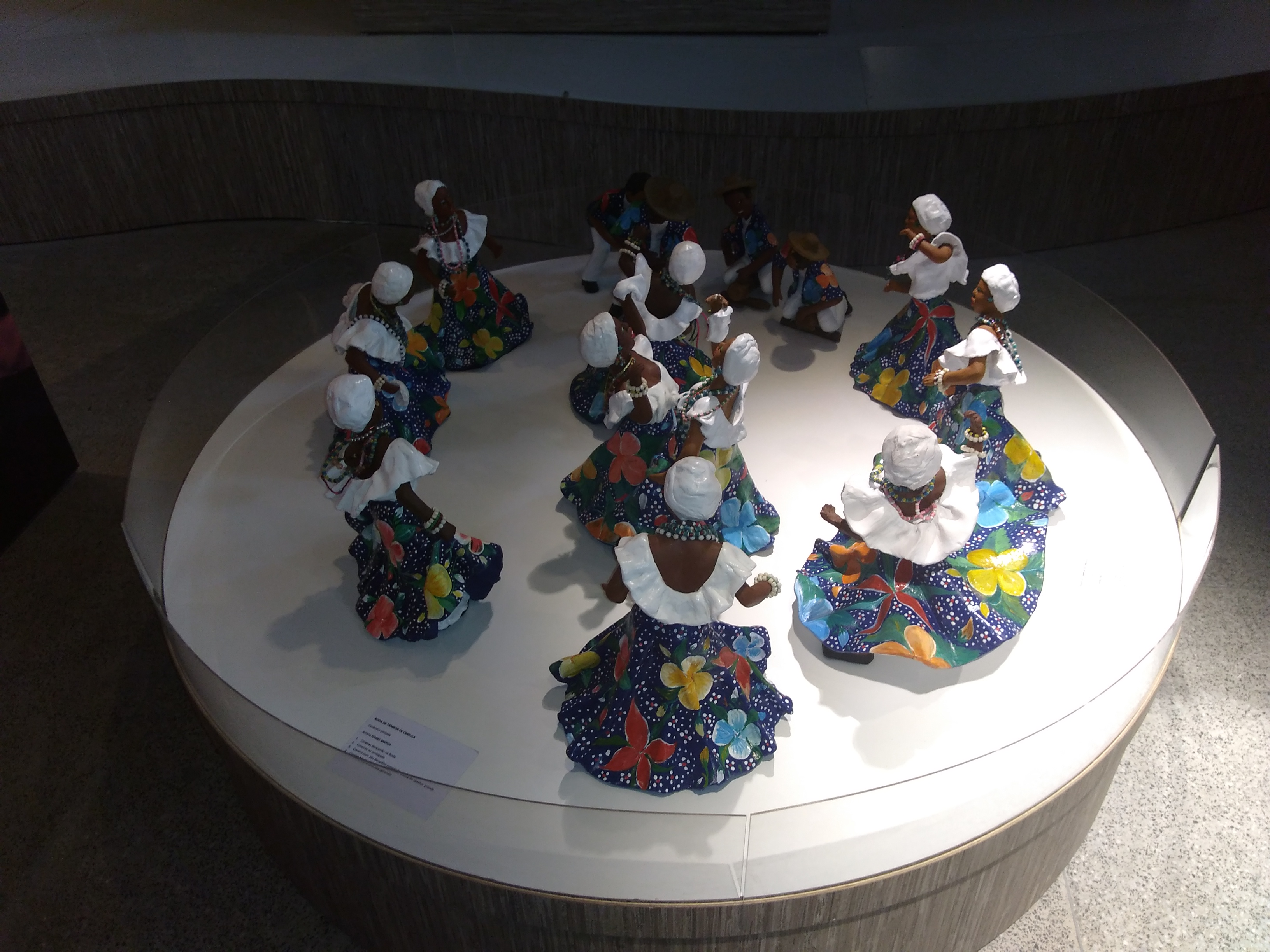
Exposition à la Casa do Tambor de Crioula

Le tambour de crioula est composé de personnes qui remplissent trois fonctions distinctes : les coreiras, les hommes qui jouent les tambours et le chanteur ou improvisateur principal. Les coreiras sont aussi des femmes qui exécutent la danse en faisant tourner la ronde des danseurs. Elles sont vêtues de larges jupes à motifs imprimés peau de léopard, des chemisiers à manches à volants et des turbans. Les ornements de fleurs, colliers, bracelets et torsades colorées sur la tête complètent l'habit de la danseuse. Les hommes, qui jouent les tambours, chantent, improvisent, jouent de la musique, dansent ou mettent en scène, portent tous des chemises colorées, des pantalons blancs et des chapeaux en paille. 
L'animation se fait avec le chant des hommes accompagnés par les femmes. Le chanteur-improvisateur lance un air improvisé ou connu qu'accompagne ensuite le chœur, composé par des instrumentistes et par des femmes, transformant cette chanson en chœur pour les improvisations qui suivront. C'est aux hommes de battre les tambours faits de troncs de bois excavés, recouverts de peaux d'animaux tannées, ainsi que de composer et de chanter les louages sous forme d'improvisation dans des défis. Le chanteur lance l'air, tandis que les joueurs, en groupe, suivent le refrain jusqu'à ce qu'un autre chanteur lance un autre, louant toujours Saint Benoît,. 
Les thèmes peuvent être classés comme présentation de soi, éloge aux saints protecteurs, satires, hommage aux femmes, défi des chanteurs, faits quotidiens et adieux.
La chorégraphie de danse présente des formes vibrantes d'expression corporelle, principalement par des femmes qui mettent l'accent, dans des mouvements coordonnés et harmonieux, sur chaque partie du corps.
Les coreiras exécutent la danse en faisant tourner la roue des danseuses, lesquelles une à la fois, vont au centre de la roue, avec l'image de Saint Benoît reposant sur la tête. La coreira qui danse au centre invite à une autre coreira de la roue à recevoir l'image du saint et à aller au centre, tandis que celle que l'a délivré retourne à la roue. Dans cette invitation, il y a un moment propre au tambour de crioula de Maranhão, la punga ou umbigada : la coreira qui a l'image de Saint Benoît sur la tête se jette sur l'une des coreiras qui est dans la roue, en faisant un mouvement qui simule un saut en avant, battant son ventre contre celui de l'autre qui est dans la roue. 
Les coreiras se produisent individuellement à l'intérieur d'un cercle formé par un groupe de divers joueurs, y compris des metteurs en scène, des danseurs, des chanteurs et des joueurs. Les membres du tambour accompagnateurs participent également à la ronde. Tout le monde suit le rythme en battant des mains,,.     

## Instruments

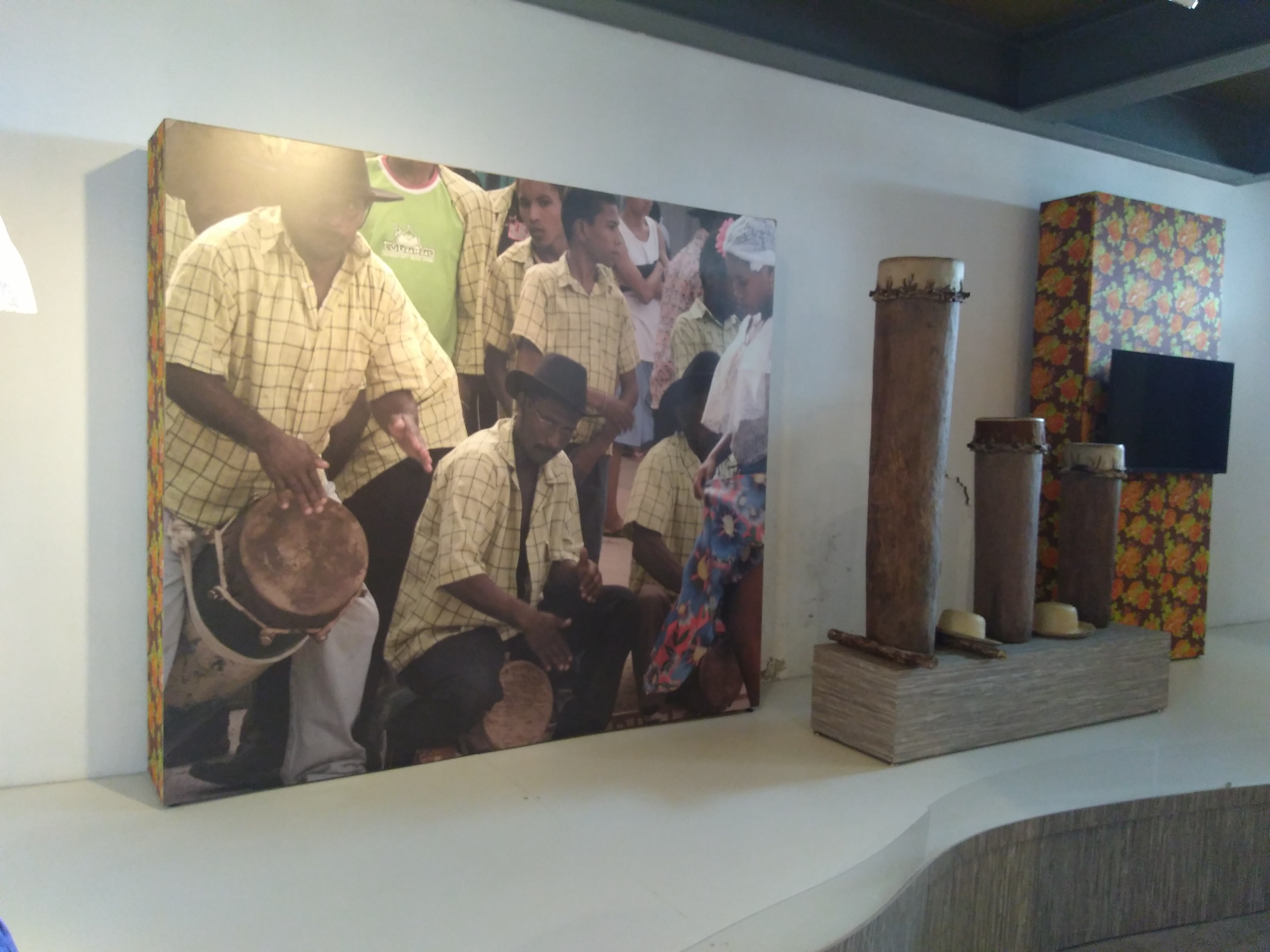
Instruments utilisés dans le tambour de crioula.

Sont utilisés comme instruments des tambours, le pandeiro et les matracas, des crécelles. Tout le marquage des pas de danse est fait par un ensemble de tambours que les joueurs appellent une paire. Il existe trois tambours de petites, moyennes et grandes tailles, faits de troncs de palétuviers, pau d'arco, soró ou angelim. Une paire de matracas frappe le corps du grand tambour pour marquer. Le petit tambour est connu sous le nom de crivador ou pererengue; le tambour moyen est appelé meião (chaussette), meio ou chamador (tambour qui fait l'appel) et le grand reçoit les noms de roncador (ronfleur) ou rufador (batteur),. 
Les tambours sont très rustiques, fabriqués manuellement à partir de bûches coupées en trois tailles et travaillés à l'extérieur avec des rabots afin que le haut soit plus large que le bas. À l'intérieur, le coffre est travaillé au feu à l'aide d'instruments en fer pour qu'il soit creux. Le couvercle du tambour est en cuir de bœuf, de cerf, de cheval ou de fourmilier. Après le revêtement, de l'huile douce est versée sur le cuir, qui est exposé au soleil pour sécher et atteindre le « point d'honneur », lorsqu'il est considéré comme totalement prêt. 
Pendant la danse, les tambours sont chauffés sur le bûcher afin d'avoir un accordage parfait. 

## Maison du Tambour de Crioula

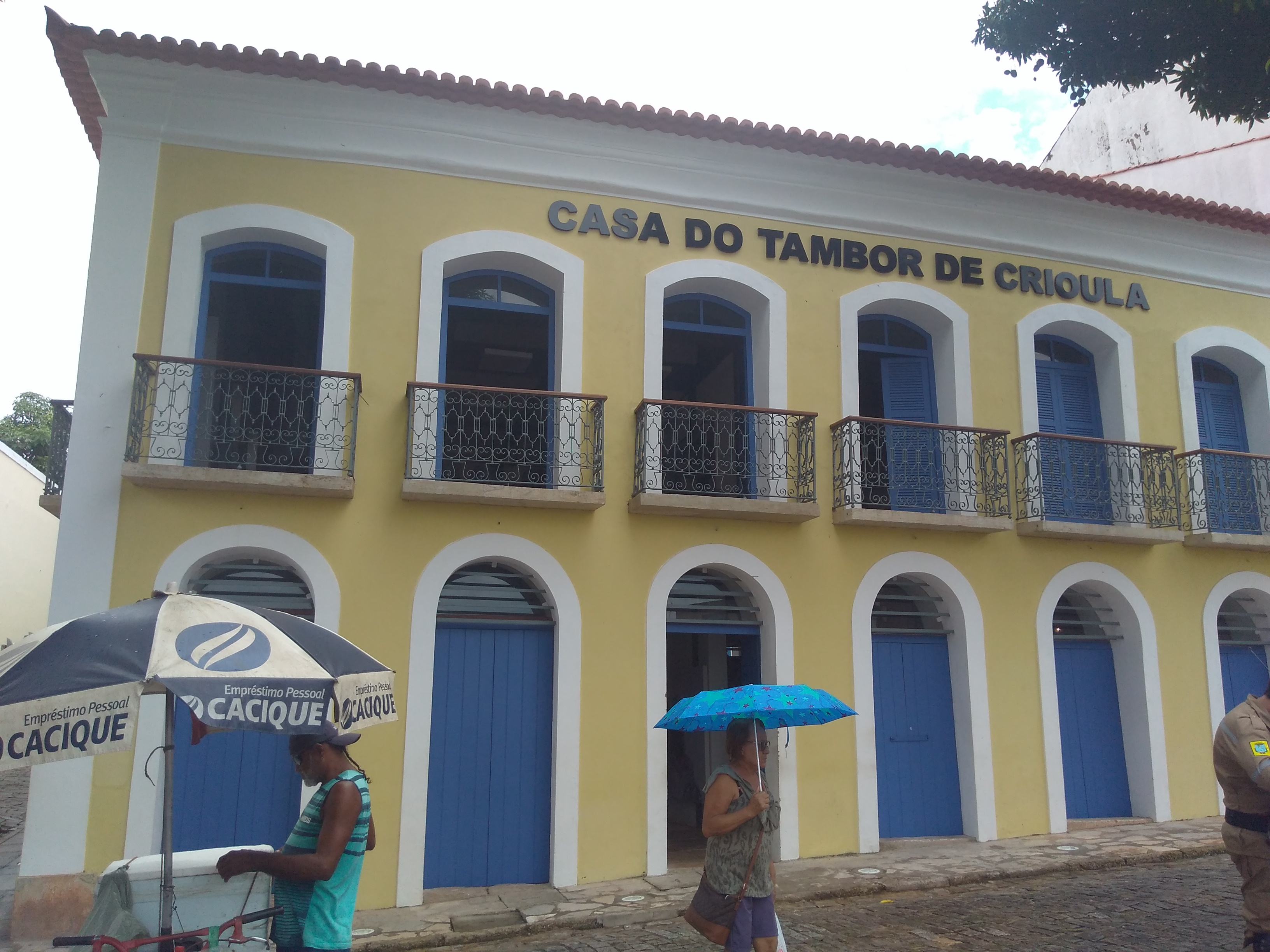
Casa do Tambor de Crioula, à São Luís.

La Casa do Tambor de Crioula a été inaugurée le 13 juillet 2018, dans le quartier de Praia Grande à São Luís. C'est une maison conçue pour préserver et diffuser la pratique culturelle, et comme un centre de recherche, de mémoire et de documentation de l'histoire afro-brésilienne.
Le lieu dispose d'un espace polyvalent pour les expositions permanentes sur le tambour crioula. Dans le salon, des présentations de groupe ont lieu. Il y a des salles de danse, des ateliers, un studio d'enregistrement et un auditorium
Il y a un espace consacré à l'enseignement et aux formations dans lequel des ateliers de savoirs traditionnels, de confection de vêtements, de tambours, d'artisanat et de nombreuses autres formes de production et de matériel et reproduction immatérielle liés à la pratique sont organisés,.
Un espace pour les activités liées à l'audiovisuel, un centre de recherche et de documentation sur les thèmes liés au tambour crioula et à la culture populaire africaine, et un studio d'enregistrement complètent l'infrastructure de la maison. 